# Capelio
 Capelio  B.Nord, 2002 è un genere di piante angiosperme dicotiledoni della famiglia delle Asteraceae (sottofamiglia Asteroideae).

## Etimologia
Il nome scientifico del genere è stato definito dal botanico Rune Bertil Nordenstam (1936-) nella pubblicazione " Compositae Newsletter. Stockholm" ( Compositae Newslett. 38: 72) del 2002.

## Descrizione
Habitus. Le specie di questo genere hanno un habitus di tipo erbaceo perenne robusto e lanoso (e un po' suffrutescente).
Radici. Le radici sono secondarie da rizoma.
Fusto. La parte aerea in genere è eretta, semplice o ramosa.
Foglie. Le foglie cauline sono disposte in modo alternato e sono picciolate. Il contorno della lamina è intero con forme ellittico-ovate. I margini sono interi o dentato-seghettati. La superficie inferiore è densamente lanosa.
Infiorescenza. Le sinflorescenze sono composte da alcuni capolini raccolti in corimbi. Le infiorescenze vere e proprie sono formate da un capolino terminale lungamente peduncolato di tipo radiato. I capolini sono formati da un involucro, con forme da cilindriche a campanulate, composto da diverse brattee, al cui interno un ricettacolo fa da base ai fiori di due tipi: quelli esterni del raggio e quelli più interni del disco. Le brattee sono disposte in modo più o meno embricato su 2 o 3 serie e possono essere connate alla base. Il ricettacolo, a volte alveolato, è nudo (senza pagliette a protezione della base dei fiori); la forma è convessa, piatta o conica.
Fiori.  I fiori sono tetra-ciclici (formati cioè da 4 verticilli: calice – corolla – androceo – gineceo) e pentameri (calice e corolla formati da 5 elementi). Sono inoltre ermafroditi, più precisamente i fiori del raggio (quelli ligulati e zigomorfi) sono femminili; mentre quelli del disco centrale (tubulosi e actinomorfi) sono bisessuali o a volte funzionalmente maschili.
- Formula fiorale:

*/x K {\displaystyle \infty }, [C (5), A (5)], G 2 (infero), achenio
- Calice: i sepali del calice sono ridotti ad una coroncina di squame.
- Corolla: nella parte inferiore i petali della corolla sono saldati insieme e formano un tubo. In particolare le corolle dei fiori del disco centrale (tubulosi) terminano con delle fauci dilatate a raggiera con cinque brevi lobi più o meno patenti. Nella corolla dei fiori periferici (ligulati) il tubo si trasforma in un prolungamento da ligulato a filiforme, terminante più o meno con cinque dentelli. Il colore delle corolle è giallo.
- Androceo: gli stami sono 5 con dei filamenti liberi. La parte basale del collare dei filamenti può essere dilatata. Le antere invece sono saldate fra di loro e formano un manicotto che circonda lo stilo. Le antere sono senza coda ("ecaudate"). La struttura delle antere è di tipo tetrasporangiato, raramente sono bisporangiate. Il tessuto endoteciale è polarizzato con pochi addensamenti. Il polline è tricolporato (tipo "helianthoid").[10]
- Gineceo: lo stilo è biforcato con due stigmi nella parte apicale. La forma degli stigmi è ottusa; possono essere ricoperti da minute papille. Le superfici stigmatiche sono continue.  L'ovario è infero uniloculare formato da 2 carpelli.

Frutti. I frutti sono degli acheni con pappo. La forma degli acheni è oblunga; la superficie è percorsa da diverse coste longitudinali e può essere pubescente. Non sempre il carpoforo è distinguibile. Il pappo è formato da numerose setole snelle.

## Biologia
Impollinazione: l'impollinazione avviene tramite insetti (impollinazione entomogama tramite farfalle diurne e notturne).

Riproduzione: la fecondazione avviene fondamentalmente tramite l'impollinazione dei fiori (vedi sopra).

Dispersione: i semi (gli acheni) cadendo a terra sono successivamente dispersi soprattutto da insetti tipo formiche (disseminazione mirmecoria). In questo tipo di piante avviene anche un altro tipo di dispersione: zoocoria. Infatti gli uncini delle brattee dell'involucro (se presenti) si agganciano ai peli degli animali di passaggio disperdendo così anche su lunghe distanze i semi della pianta. Inoltre per merito del pappo il vento può trasportare i semi anche a distanza di alcuni chilometri (disseminazione anemocora).

## Distribuzione e habitat
Le specie di questo genere sono distribuite in Sudafrica.

## Tassonomia
La famiglia di appartenenza di questa voce (Asteraceae o Compositae, nomen conservandum) probabilmente originaria del Sud America, è la più numerosa del mondo vegetale, comprende oltre 23.000 specie distribuite su 1.535 generi, oppure 22.750 specie e 1.530 generi secondo altre fonti (una delle checklist più aggiornata elenca fino a 1.679 generi). La famiglia attualmente (2021) è divisa in 16 sottofamiglie; la sottofamiglia Asteroideae è una di queste e rappresenta l'evoluzione più recente di tutta la famiglia.

### Filogenesi
Il genere di questa voce appartiene alla sottotribù Tussilagininae della tribù Senecioneae (una delle 21 tribù della sottofamiglia Asteroideae). La sottotribù descritta in tempi moderni da Bremer (1994), dopo le analisi di tipo filogenetico sul DNA del plastidio (Pelser et al., 2007) è risultata parafiletica con le sottotribù Othonninae e Brachyglottidinae annidiate al suo interno. Attualmente con questa nuova circoscrizione la sottotribù Tussilagininae s.s. risulta suddivisa in quattro subcladi.
Le “Tossilaggine”, tradizionalmente, fanno parte della sottofamiglia delle "Tubiflore" (o attualmente Asteroideae); sottofamiglia caratterizzata dall'avere capolini con fiori tubulosi al centro ed eventualmente fiori ligulati alla periferia, brattee dell'involucro ben sviluppate e frutti con pappo biancastro e morbido. Il genere Capelio è uno dei pochi rappresentanti dei generi "tussilaginoidi" (in senso stretto) che sono presenti in Africa.
I caratteri distintivi del genere  Capelio sono:
- il portamento di queste piante è robusto e un po' suffrutescente;
- le foglie sono intere e densamente lanose sulla faccia inferiore;
- si tratta di un endemismo del Sudafrica.

### Elenco delle specie
Questo genere ha 3 specie:
- Capelio caledonica B.Nord.
- Capelio tabularis  (Thunb.) B.Nord.
- Capelio tomentosa  (Burm.f.) B.Nord.

### Sinonimi
Sono elencati alcuni sinonimi per questa entità:
- Alciope DC., 1836